# Śmiech w chmurach
Śmiech w chmurach (jap. 曇天に笑う Donten ni warau) – manga autorstwa Kemuri Karakary, publikowana na łamach magazynu „Gekkan Comic Avarus” wydawnictwa Mag Garden od marca 2011 do lipca 2014. Na podstawie mangi studio Doga Kobo wyprodukowało serial anime, który emitowany był od października do grudnia 2014.
Sequel, zatytułowany Donten ni warau gaiden, był wydawany od grudnia 2013 do lutego 2017. Na jego podstawie Wit Studio wyprodukowało 3 filmy anime, które zostały wydane w latach 2017–2018.
Prequel serii, zatytułowany Rengoku ni warau, którego akcja rozgrywa się 300 lat przed wydarzeniami z oryginalnej serii, ukazuje się od grudnia 2013.

## Fabuła
Podczas restauracji Meiji feudalizm zostaje zniesiony, a noszenie mieczy zakazane. Jednak wielu byłych samurajów nie akceptuje zmian zachodzących w Japonii i spiskuje przeciwko nowemu rządowi, wywołując falę rozlewu krwi. Aby poradzić sobie z rosnącą przestępczością, władze budują na środku jeziora Biwa gigantyczne więzienie, do którego można dostać się jedynie łodzią. Z tego powodu konieczne było zwerbowanie kogoś do transportu więźniów. Zadanie to zostało powierzone trójce braci Kumō.

## Bohaterowie

### Główni
- Tenka Kumō (jap. 曇 天火 Kumō Tenka)

Seiyū: Yuichi Nakamura 
- Soramaru Kumō (jap. 曇 空丸 Kumō Soramaru)

Seiyū: Yūki Kaji 
- Chūtarō Kumō (jap. 曇 宙太郎 Kumō Chūtarō)

Seiyū: Tsubasa Yonaga 
- Shirasu Kinjō (jap. 金城 白子 Kinjō Shirasu)

Seiyū: Takahiro Sakurai 
- Botan (jap. 牡丹)

Seiyū: Rina Satō 
- Abe no Hirari (jap. 安部 比良裏)

Seiyū: Kenichi Suzumura 
- Nishiki (jap. 錦)

Seiyū: Mamiko Noto 

### Yamainu
- Abe no Sōsei (jap. 安倍 蒼世 Abe no Sōsei)

Seiyū: Kōsuke Toriumi 
- Kiiko Sasaki (jap. 佐々木 妃子 Sasaki Kiiko)

Seiyū: Sayaka Ōhara 
- Seiichirō Takamine (jap. 鷹峯 誠一郎 Takamine Seiichirō)

Seiyū: Hiroki Yasumoto 
- Mutsuki Ashiya (jap. 芦屋 睦月 Ashiya Mutsuki)

Seiyū: Yūki Fujiwara 
- Zenzō Inukai (jap. 犬飼 善蔵 Inukai Zenzō)

Seiyū: Masaki Kaji 
- Shi Qian-Lang (jap. 屍 千狼 Shī Chenran)

Seiyū: Hiroshi Iwasaki 
- Rakuchō Takeda (jap. 武田 楽鳥 Takeda Rakuchō)

Seiyū: Hiro Shimono 

### Inni
- Naoto Kagami (jap. 嘉神 直人 Kagami Naoto)

Seiyū: Shin’ichirō Miki 
- Kotarō Fūma (jap. 風魔 小太郎 Fūma Kotarō)

Seiyū: Kōji Yusa 
- Taiko Kumō (jap. 曇 大湖 Kumō Taiko)

Seiyū: Keiji Fujiwara 
- Kagemitsu Kumō (jap. 曇 景光 Kumō Kagemitsu)

Seiyū: Daisuke Kishio 
- Hideo Kitamura (jap. 北村 秀夫 Kitamura Hideo)

Seiyū: Tomotaka Hachisuka 
- Yasu Tsuchiya (jap. 土屋 ヤス Tsuchiya Yasu)

Seiyū: Isamu Yūsen 

## Manga
Seria ukazywała się w magazynie „Gekkan Comic Avarus” wydawnictwa Mag Garden od 15 marca 2011 do 27 lipca 2014. Manga została również wydana w sześciu tankōbonach.
W Polsce prawa do dystrybucji mangi wykupiło Waneko.
| Nr | Język japoński       | Język japoński         | Język polski      | Język polski           |
| Nr | Data wydania         | ISBN                   | Data wydania      | ISBN                   |
| -- | -------------------- | ---------------------- | ----------------- | ---------------------- |
| 1  | 15 marca 2011        | ISBN 978-4-86127-843-3 | 15 września 2014  | ISBN 978-83-64508-52-3 |
| 2  | 15 października 2011 | ISBN 978-4-86127-910-2 | 14 listopada 2014 | ISBN 978-83-64508-53-0 |
| 3  | 15 marca 2012        | ISBN 978-4-86127-970-6 | 23 stycznia 2015  | ISBN 978-83-64508-54-7 |
| 4  | 15 października 2012 | ISBN 978-4-8000-0056-9 | 16 marca 2015     | ISBN 978-83-64508-55-4 |
| 5  | 15 maja 2013         | ISBN 978-4-8000-0159-7 | 15 maja 2015      | ISBN 978-83-64508-56-1 |
| 6  | 12 sierpnia 2013     | ISBN 978-4-8000-0202-0 | 16 lipca 2015     | ISBN 978-83-64508-57-8 |

Sequel, zatytułowany Donten ni warau gaiden, był wydawany na łamach magazynu „Gekkan Comic Garden” od 24 grudnia 2013 do 3 lutego 2017.
| Nr | Data wydania (język japoński) | ISBN (język japoński)  |
| -- | ----------------------------- | ---------------------- |
| 1  | 14 maja 2014                  | ISBN 978-4-8000-0308-9 |
| 2  | 30 maja 2015                  | ISBN 978-4-8000-0465-9 |
| 3  | 14 marca 2017                 | ISBN 978-4-8000-0665-3 |

Prequel serii, zatytułowany Rengoku ni warau, którego akcja rozgrywa się 300 lat przed wydarzeniami z oryginalnej serii, ukazuje się w magazynie internetowym „Web Comic Beat’s” od 24 grudnia 2013.
| Nr | Data wydania (język japoński) | ISBN (język japoński)  |
| -- | ----------------------------- | ---------------------- |
| 1  | 14 maja 2014                  | ISBN 978-4-8000-0307-2 |
| 2  | 14 października 2014          | ISBN 978-4-8000-0371-3 |
| 3  | 30 maja 2015                  | ISBN 978-4-8000-0464-2 |
| 4  | 14 stycznia 2016              | ISBN 978-4-8000-0531-1 |
| 5  | 31 maja 2016                  | ISBN 978-4-8000-0583-0 |
| 6  | 4 marca 2017                  | ISBN 978-4-8000-0664-6 |
| 7  | 12 sierpnia 2017              | ISBN 978-4-8000-0711-7 |
| 8  | 14 marca 2018                 | ISBN 978-4-8000-0754-4 |
| 9  | 14 lutego 2019                | ISBN 978-4-8000-0832-9 |
| 10 | 31 maja 2019                  | ISBN 978-4-8000-0863-3 |
| 11 | 13 grudnia 2019               | ISBN 978-4-8000-0926-5 |
| 12 | 14 września 2020              | ISBN 978-4-8000-1016-2 |
| 13 | 14 maja 2021                  | ISBN 978-4-8000-1092-6 |
| 14 | 31 maja 2022                  | ISBN 978-4-8000-1209-8 |

## Anime
Adaptacja anime na podstawie mangi była emitowana w Nippon TV i innych stacjach od 3 października do 20 grudnia 2014. Serial został wyprodukowany przez studio Doga Kobo, reżyserią zaś zajął się Hiroshi Haraguchi. Scenariusz napisał Yūya Takahashi, postacie zaprojektował Takao Maki, natomiast muzykę skomponował Shūichirō Fukuhiro. Licencję na dystrybucję serii nabył Crunchyroll.

### Ścieżka dźwiękowa
| Nr             | Tytuł                           | Wykonawcy  | Źródło   |
| Czołówka       | Czołówka                        | Czołówka   | Czołówka |
| -------------- | ------------------------------- | ---------- | -------- |
| 1              | „Biran no kaze” (jap. 毘藍ノ風) | Ryūji Aoki | [ 5 ]    |
| 2              | „Ruten no hi” (jap. 流転ノ陽)   | Ryūji Aoki | [ 5 ]    |
| Napisy końcowe |                                 |            |          |
| 1              | „Attitude to Life”              | Galneryus  | [ 5 ]    |

## Film live-action
Premiera filmowej adaptacji live-action odbyła się 21 marca 2018.